# Riccia vesicata
Riccia vesicata là một loài rêu trong họ Ricciaceae. Loài này được Taylor mô tả khoa học đầu tiên năm 1846.
Danh pháp khoa học của loài này chưa được làm sáng tỏ. 